# Kanadas Grand Prix 1986
Kanadas Grand Prix 1986 var det sjätte av 16 lopp ingående i formel 1-VM 1986.

## Resultat
1. Nigel Mansell, Williams-Honda, 9 poäng
2. Alain Prost, McLaren-TAG, 6
3. Nelson Piquet, Williams-Honda, 4
4. Keke Rosberg, McLaren-TAG, 3
5. Ayrton Senna, Lotus-Renault, 2
6. René Arnoux, Ligier-Renault, 1
7. Jacques Laffite, Ligier-Renault
8. Michele Alboreto, Ferrari
9. Martin Brundle, Tyrrell-Renault
10. Alan Jones, Team Haas (Lola-Ford)
11. Philippe Streiff, Tyrrell-Renault
12. Huub Rothengatter, Zakspeed

### Förare som bröt loppet
- Riccardo Patrese, Brabham-BMW (varv 44, turbo)
- Piercarlo Ghinzani, Osella-Alfa Romeo (43, växellåda)
- Andrea de Cesaris, Minardi-Motori Moderni (40, växellåda)
- Thierry Boutsen, Arrows-BMW (38, elsystem)
- Gerhard Berger, Benetton-BMW (34, turbo)
- Stefan "Lill-Lövis" Johansson, Ferrari (29, olycka)
- Johnny Dumfries, Lotus-Renault (28, olycka)
- Jonathan Palmer, Zakspeed (24, motor)
- Derek Warwick, Brabham-BMW (20, motor)
- Alessandro Nannini, Minardi-Motori Moderni (17, turbo)
- Teo Fabi, Benetton-BMW (13, batteri)
- Christian Danner, Osella-Alfa Romeo (6, turbo)
- Patrick Tambay, Team Haas (Lola-Ford) (0, olycka)

## VM-ställning
| Förarmästerskapet 1. Alain Prost, McLaren-TAG, 29 2. Nigel Mansell, Williams-Honda, 27 Ayrton Senna, Lotus-Renault, 27 3. Nelson Piquet, Williams-Honda, 19 | Konstruktörsmästerskapet 1. Williams-Honda, 46 2. McLaren-TAG, 43 3. Lotus-Renault, 27 |